# Галай
Гала́й — тайп, входящий в общество Орстхой и исторически проживавший в Галанчожском ущелье Чеченской Республики. Представители данного тайпа проживают на территории современной Чечни и Ингушетии. Галай своим духовным центром считали аул Акха-басса (Галанчож). Исторически граничат на юге с Аьккха, Малхиста, Кей-Мохк, на востоке — с Нашха и Терлой-Мохк, на западе — с Ялхара на севере — с Гехи.

## Название
Согласно профессору Л. М. Гарсаеву, название Галанчожского района Чечни происходит от слов «галай» — название тайпа и «чож» — ущелье. Следовательно, галанчож переводится как «ущелье галаевцев».
По мнению К. Чокаева название Галай происходит от Гал — имя бога солнца. По его мнению, от него же происходят названия топонимов ГаланчӀож, Галашки, Гальерды.
Название Галанчож, как предполагает археолог В. Б. Виноградов, означает «Ущелье жилых башен». Действительно, в районе озера разбросано огромное количество поселков с прекрасными образцами башенной архитектуры. Однако X. Д. Ошаев считает, что название Галанчож означает «Ущелье галаев». Галаи образовывали когда-то большой тейп (род), а в дальнейшем переселились в Ингушетию и построили село Галашки (это название переводится как «к галаям»). По преданиям галай были прекрасными мастерами-строителями.
Помимо тайпа Галай есть также ингушская фамилия Галаевы, входящая в состав общества Орстхой.

## История
По мнению Л. М. Гарсаева, Галанчожское ущелье издавна считалось сакральным местом для чеченского народа.
В 2019 году на территории родового села тайпа Галанчож (Акха-басса) Чеченской Республики открылся сельская мечеть. Она сможет вместить в себя до 150 молящихся.
По генетическим исследованиям Y-ДНК установлено, что большинство представителей тайпа являются носителями гаплогруппы J1.

## Территория
Орстхойское общество Галай включает в свою историческую территорию, с центром горного селения Галанчож (чеч. Галайн-Чӏаж), Ами (чеч. Іами), Галашки, Кир-Бе-Ти (чеч. Кӏир-Бе-Тӏи), Кир-Бе-Чу (чеч. Кӏир-Бе-Чу), Кёрга (чеч. Кхоьрга), Мочч (чеч. МочI), Очак (чеч. Очакх), Чууш (чеч. Чӏуш), Эйни (чеч. Іэйни), Эйсалшк (чеч. Эйсалшк), Сагопши.
Своим духовным центром галайцы считали селение Галанчож.
Общество Галай граничит на юге с Терлой-мохк, на севере-востоке с Нашха, на западе с Ялхара, на юго-западе с Акка.
Основное количество галайцев компактно проживает в Ачхой-Мартановском, Урус-Мартановском, Сунженском районах Чечни, и в Сунженском, Малгобекском, Назрановском районе Ингушетии.
После возвращения из депортации представителям галайского общества, как и многим другим, было запрещено селиться в родовых селениях высокогорного Галайнчожского района Чеченской Республики.

## Расселение
Ахмад Сулейманов зафиксировал представителей тайпа в следующих населённых пунктах: Ачхой-Мартан, Котар-Юрт, Бердыкель, Алхан-Кала.